# Liste der Bodendenkmäler in Dammbach
Auf dieser Seite sind die Bodendenkmäler in der unterfränkischen Gemeinde Dammbach zusammengestellt. Diese Tabelle ist eine Teilliste der Liste der Bodendenkmäler in Bayern. Grundlage ist die Bayerische Denkmalliste, die auf Basis des Bayerischen Denkmalschutzgesetzes vom 1. Oktober 1973 erstmals erstellt wurde und seither durch das Bayerische Landesamt für Denkmalpflege geführt wird. Die folgenden Angaben ersetzen nicht die rechtsverbindliche Auskunft der Denkmalschutzbehörde.

## Bodendenkmäler in Dammbach
| Lage                                | Objekt | Akten-Nr.     | Bild           |
| ----------------------------------- | --- | ------------- | -------------- |
| Wintersbacher Straße 69a (Standort) | Archäologische Befunde im Bereich der frühneuzeitlichen katholischen Pfarrkirche St. Valentinus von Wintersbach; Erweiterung 1892. | D-6-6121-0086 | weitere Bilder |
| (Standort)                          | Archäologische Befunde im Bereich einer frühneuzeitlichen Kapelle.                                                                 | D-6-6121-0087 |                |
| (Standort)                          | Verebnete mittelalterliche Burg (Burgstall Unterschnorrhof).                                                                       | D-6-6122-0009 | weitere Bilder |
| (Standort)                          | Untertägige Bauteile der frühneuzeitlichen katholischen Filialkirche St. Wendelin von Krausenbach; zeitgeschichtliche Erweiterung. | D-6-6122-0022 |                |